# История македонского языка
Исто́рия македонского языка́ (макед. историја на македонскиот јазик) — история происхождения и формирования южнославянских диалектов на территории Македонии, их обособление и дальнейшее развитие как самостоятельного македонского языка. Начинается с эпохи переселения славян в VI—VII веках на Балканский полуостров и продолжается до настоящего времени. Процесс исторических изменений в македонском языке тесно связан с историей македонских славян и с историей македонской государственности.
История македонского языка делится на длительный, более, чем тысячелетний период бытования языка македонцев в виде локальных говоров, городских койне и жаргонов и на сравнительно короткий, 70-летний период формирования и развития литературной нормы. Составляющими истории македонского языка являются историческая фонетика, историческая грамматика, историческая лексикология, история литературного языка македонцев и т. д.

## Периодизация истории
В истории македонского языка выделяют следующие исторические периоды:
1. Древнейший период — со времени заселения славянскими племенами Балканского полуострова до XII века. В это время стали формироваться прамакедонские диалекты в рамках болгарско-македонского диалектного континуума. Предки македонцев и болгар образовали своё первое славянское государство — Первое Болгарское царство (с VII века). На территории Македонии распространился старославянский, и позднее, церковнославянский язык.
2. Период XII—XIII веков. В данный период произошло формирование специфических македонских языковых черт, в частности, переход носовой гласной *ǫ > а и появление средненёбных аффрикат ќ, ѓ. К XIII веку сложились основные различительные признаки македонских диалектов. Продолжилось развитие церковнославянской письменности. Начался процесс балканизации македонского языка.
3. Период XIV—XVIII веков. В указанный исторический период окончательно оформились структурно-типологические изменения, характерные для языков балканского языкового союза. Македонские языковые элементы всё чаще стали проникать в церковнославянскую письменность. В XIV веке, когда Македония вошла в состав Сербского царства, македонский язык попал под влияние сербского языка. С XV века под властью Османской империи македонские славяне оказались в культурно-языковой изоляции, что привело к упадку македонской письменной традиции.
4. Современный период — с XIX века до настоящего времени. В начале этого периода, в XIX веке македонская интеллигенция участвовала в процессах формирования болгарского литературного языка. На рубеже XIX—XX веков под влиянием идей о самостоятельности македонского языка фиксируются первые попытки его нормирования. В первой половине XX века всё активнее развивается македонская литература. В 1945 году официально утверждается кодификация македонского литературного языка[макед.]. С этого времени совершенствуются и стабилизируются нормы, развиваются стили и расширяется сфера функционирования македонского языка. С 1991 года он становится единственным государственным языком ставшей независимой Республики Македония.

Б. Конеский началом истории македонского языка считал XII век. Он выделял два основных исторических периода: древний — с XII по XV века и современный — с XV века по настоящее время.

## До XII века

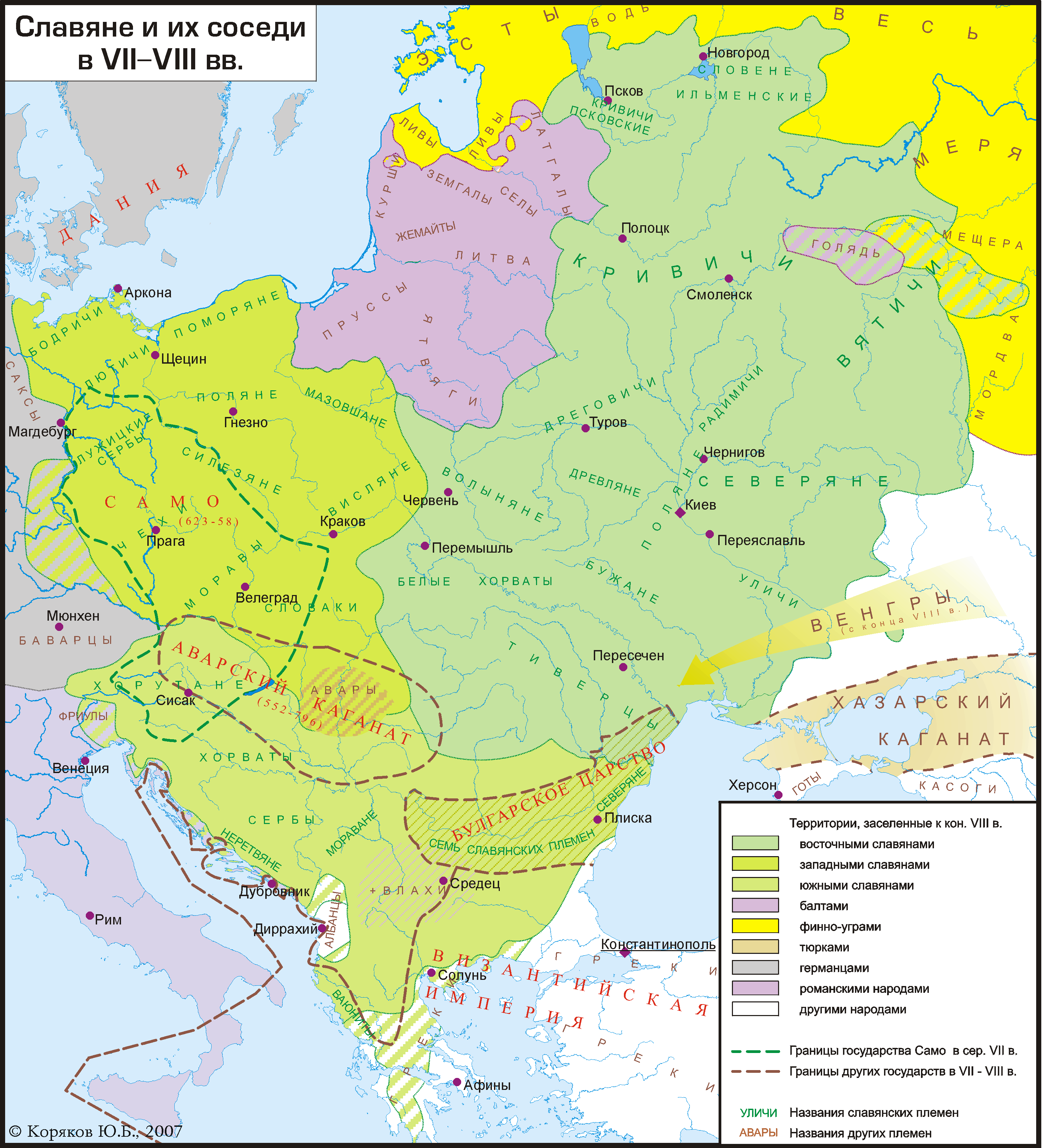
Славянский ареал в Македонии на карте расселения славян и их соседей в VII—VIII веках

Впервые носители праславянских диалектов появились в исторической области Македония в период расселения славян на обширной территории Западной, Восточной и Южной Европы, включающей также и Балканский полуостров, к VI—VII векам. Миграции славянских племён сопровождались процессами распада общего праславянского языкового ареала.
Праславянские диалекты, давшие начало современным македонскому, болгарскому, сербохорватскому и словенскому языкам, характеризовались к этому времени относительным языковым единством. Их объединяли такие признаки, как:
1. Развитие на месте праславянских групп *ort, *olt в начале слова при нисходящей интонации сочетаний rat, lat: макед. рамен «ровный», лакот «локоть», болг. равен, лакът; сербскохорв. равен, лакат, словен. raven, lakat.
2. Изменения в группах tort, tert, tolt, telt, сближающая южнославянские с чешско-словацкими языками: *tort > trat, *tolt > tlat, *tert > trět, *telt > tlět — макед. врана «ворона», злато «золото», среда «среда», млеко «молоко», болг. врана, злато, сряда, мляко; сербскохорв. врана, злато, ср(иј)еда, мл(иј)еко, словен. vrana, zlato, sreda, mleko.
3. Изменение праславянского носового *ę > e на большей части южнославянского языкового ареала: макед. пет «пять», болг. пет; сербскохорв. пет, словен. pét.
4. Результаты второй палатализации заднеязычных согласных, объединившие южнославянские с восточнославянскими языками — переход заднеязычных k, g, x соответственно в c’, dz’, s’: макед. монаси «монахи», болг. монаси; сербскохорв. монаси, словен. ser «серый».
5. Переход сочетаний *kv, *gv перед *ě и *i в цв-, зв- (дзв-): макед. цвет, sвезда [дзвезда], болг. цвят, звезда; сербскохорв. цв(иј)ет, зв(иј)езда, словен. cvet, zvezda.
6. Наличие флексии -omь у существительных мужского и среднего рода твёрдого склонения в форме творительного падежа: старослав. рабомъ, селомъ.

Согласно одной из точек зрения, праюжнославянский языковой ареал был единым изначально, его разделение на восточную (македонскую, болгарскую) и западную (сербскохорватскую, словенскую) языковые области началось уже после заселения Балкан славянскими племенами. По другой точке зрения, у славян перед началом миграций на Балканский полуостров уже имелись языковые различия. Предки западных и восточных южных славян пришли на Балканы разными группами из разных диалектных районов праславянского ареала. Подтверждением этому могут служить изоглоссы древнего происхождения, дифференцирующие западную и восточную части южнославянского ареала.
Праболгарско-македонский диалектный ареал выделялся среди других позднепраславянских диалектных областей по произношению сочетаний шт, жд на месте праславянских *tj, *dj. Данные рефлексы отмечаются в славянской топонимии, сохранившейся в областях ранней ассимиляции славян на территориях современных Албании и Греции. Также древним болгарско-македонским языковым явлением является отсутствие развития эпентетического l после губных согласных p, b, m, v на стыке морфем на месте праславянских сочетаний губного с j.
Дальнейшее развитие праболгарско-македонского ареала отражено в появлении таких языковых особенностей, как различение носовых гласных переднего и заднего ряда (в болгарско-македонской области, как и в лехитской и словенской, не произошло перехода *ę > ą̈; *ǫ > ų), произношение *ě (в кириллической орфографии — ѣ) как [ä] и т. д. Уже в ранний период развития праболгарских и прамакедонских диалектов между ними появлялись некоторые языковые различия. В частности, при падении редуцированных к XI веку на территории Македонии отмечался переход ъ > о, ь > е, а на территории Болгарии — ъ > ъ, ь > е.
Формирование славянского населения Македонии происходило в результате вытеснения и частичной ассимиляции живших ранее на этой территории иллирийцев, фракийцев, греков и других народов, часть из которых к VI—VII векам была романизирована. Изначально славяномакедонская языковая территория была намного более широкой — славяне расселялись значительно западнее и южнее от современной языковой границы. Ареал македонских славян охватывал обширные территории в Средней и Южной Албании, в греческих областях Эпир, Фессалия и на всём побережье Эгейского моря. Большая часть топонимии этих регионов, особенно микротопонимия, является славянской. В течение длительного времени в процессе ассимиляции македонцев албанско-славянская граница сдвигалась восточнее, а греческо-славянская — севернее. Эти процессы в современных Албании и Греции продолжаются и в наше время.
С VII века предки македонцев вместе с предками болгар образовали Первое Болгарское царство, в X веке земли македонских славян вошли в состав Западно-Болгарского царства, в XI веке — в состав Византийской империи и с XIII века — в состав Второго Болгарского царства. Этноязыковое единство предков македонцев и болгар, поддерживаемое их существованием на протяжении нескольких веков в одном государстве, сохранялось с древнего времени вплоть до XX века.
В древний период истории македонского языка (ко второй половине IX века) на основе солунских говоров, распространённых в Эгейской Македонии на границе современных болгарского и македонского языковых ареалов (в Солуни и окрестностях, на родине братьев Кирилла и Мефодия), был создан старославянский язык — первый литературный язык славян с письменностью на глаголице и кириллице.
В раннем средневековье два центра распространения языковых инноваций в болгарско-македонском ареале — западномакедонский и восточноболгарский, стали также основными центрами славянской культуры в южных Балканах.
Так, на рубеже IX—X веков стала развиваться охридская письменная школа в македонском Охриде, представленная, в частности, переводами книжника Климента Охридского (и несколько позднее — кратовская письменная школа в Лесновском монастыре на северо-востоке современной Вардарской Македонии). По мере распространения старославянского языка в разных в диалектном отношении славянских регионах стали формироваться его различные варианты (изводы), при этом продолжающуюся более позднюю литературную традицию, основанную на старославянском языке, принято называть церковнославянской. К X—XI векам сформировался болгарско-македонский извод церковнославянского языка. Македонские диалектные черты, отличающиеся от болгарских, отражены в таких древних старославянских / церковнославянских памятниках X—XI веков, как Мариинское, Зографское, Ассеманиево евангелия и других.

## XII—XIII века
К XII—XIII векам македонский диалектный ареал характеризовался такими языковыми изменениями, как:

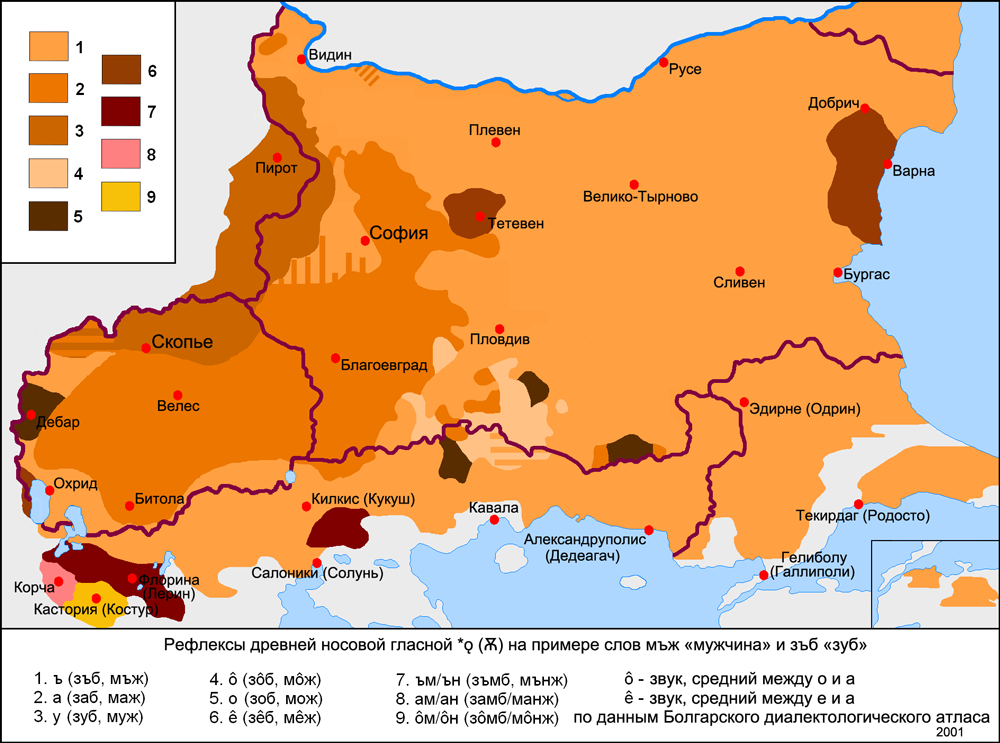
Рефлексы ѫ в болгарско-македонском диалектном ареале

- утрата носовых гласных: *ǫ (в кириллической орфографии — ѫ) перешла в Центральной и Восточной Македонии в гласную а, в Северной Македонии — в у, в Западной и Южной Македонии — в ъ, реже — в о; *ę (в кириллической орфографии — ѧ), а также и *ě, стали произноситься как [ä];
- мена носовых в ряде позиций, произошедшая в основном в западномакедонских говорах: ѩзыкъ «язык» > ѭзыкъ;
- развитие в большинстве македонских говоров под влиянием сербского языка на месте сочетаний шт, жд средненёбных аффрикат ѓ, ќ и т. д.

К XIII веку сформировались основные языковые черты северного, западного и юго-восточного македонских диалектов. Изменения, в основном касающиеся фонетического уровня, которые произошли в македонском диалектном ареале, отражены в таких церковнославянских памятниках XII века, как Добромирово Евангелие, Паремейник Григоровича, Болонская псалтырь, Битольская Триодь, а также в памятниках XIII века: в Добрейшовом Евангелии, в Македонском Евангелии попа Йована, в Струмицком Апостоле и т. д.
На раннее влияние сербского языка на северные македонские говоры указывает такая черта, как распространение перехода носовой *ǫ > у, отмечаемое, например, в таком топониме, как Побужда. Отчасти, появление сербских особенностей в македонском языке связывают с расширением средневековой сербской державы на юг.
Исторический период XII—XIII веков отмечен тесными языковыми контактами македонских диалектов с неславянскими языками балканского языкового союза: греческим, албанским и восточнороманскими. Структурно-типологические изменения, которые были вызваны межъязыковыми контактами, практически не отражены в церковнославянских памятниках, созданных на территории Македонии, тем не менее есть основания предполагать, что в XII—XIII веках в грамматике македонских диалектов уже стали складываться, а в XIV—XV во многом сформировались, основные аналитические черты: утрата падежных форм, компенсируемая развитием предложных конструкций; замена инфинитива конструкцией союза да с личными формами глагола настоящего времени; образование степеней сравнения с помощью приставок; развитие местоименной репризы дополнения; образование будущего времени глаголов с частицей ќе; оформление постпозитивного определённого члена (артикля); формирование пересказывательного наклонения и другие черты.
В то же время в македонском языке изменялось свободное и подвижное ударение в фиксированное на третьем от конца слова слоге (прежде всего, в западномакедонском ареале), была сохранена архаичная сложная система модально-временных глагольных форм и т. д.

## XIV—XVIII века

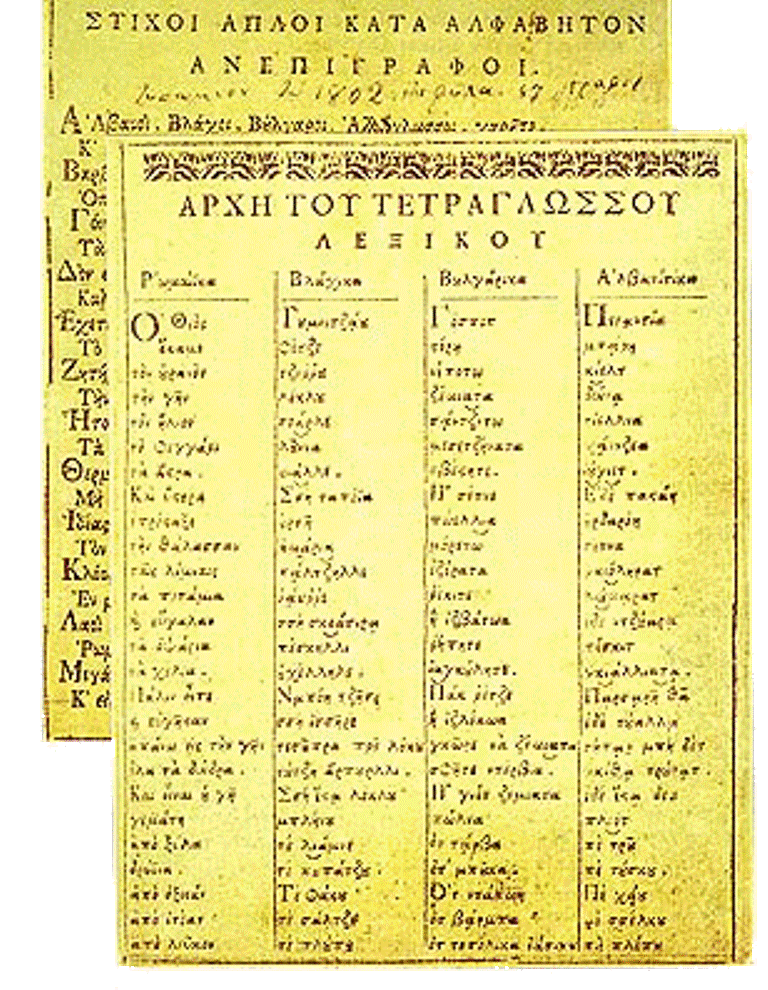
Четырёхъязычный (греческий, албанский, арумынский и болгарский) словарь Даниила, созданный около 1770 года и опубликованный в 1794 году

В XIV—XVIII веках в македонских диалектах окончательно оформились аналитические черты, развившиеся в процессе балканизации. Македонский стал наиболее балканизированным из всех языков, входящих в балканский языковой союз. Причиной этому было многовековое существование славян Македонии в условиях интенсивных межъязыковых контактов в тесном соседстве с народами, говорящими на неславянских языках, при отсутствии собственной государственности и литературного языка, основанного на родных диалектах. В этот период на территории Македонии распространилась церковнославянская письменность сербской редакции. В так называемых дамаскинах, сборниках проповедей Дамаскина Студита, переведённых с греческого языка, и других памятниках церковнославянской письменности, создававшихся с XIV века, всё чаще отмечались македонские языковые элементы. В частности, язык юго-западной Македонии наиболее полно отражён в таких памятниках, как словарь XVI века и «Четырёхъязычник Даниила» конца XVIII века. В процессе распространения в Македонии религиозных книг, созданных в Российской империи, начиная с XVIII века, в обиходе македонцев появился русский извод церковнославянского языка, использовавшийся наряду с сербским изводом.
В XIV веке земли, населяемые македонскими славянами, входили в состав Сербского царства, после чего, на рубеже XIV—XV веков попали под власть Османской империи, что привело к длительной культурно-языковой изоляции македонцев и упадку их письменной традиции.

## XIX—XXI века

### До 1945 года

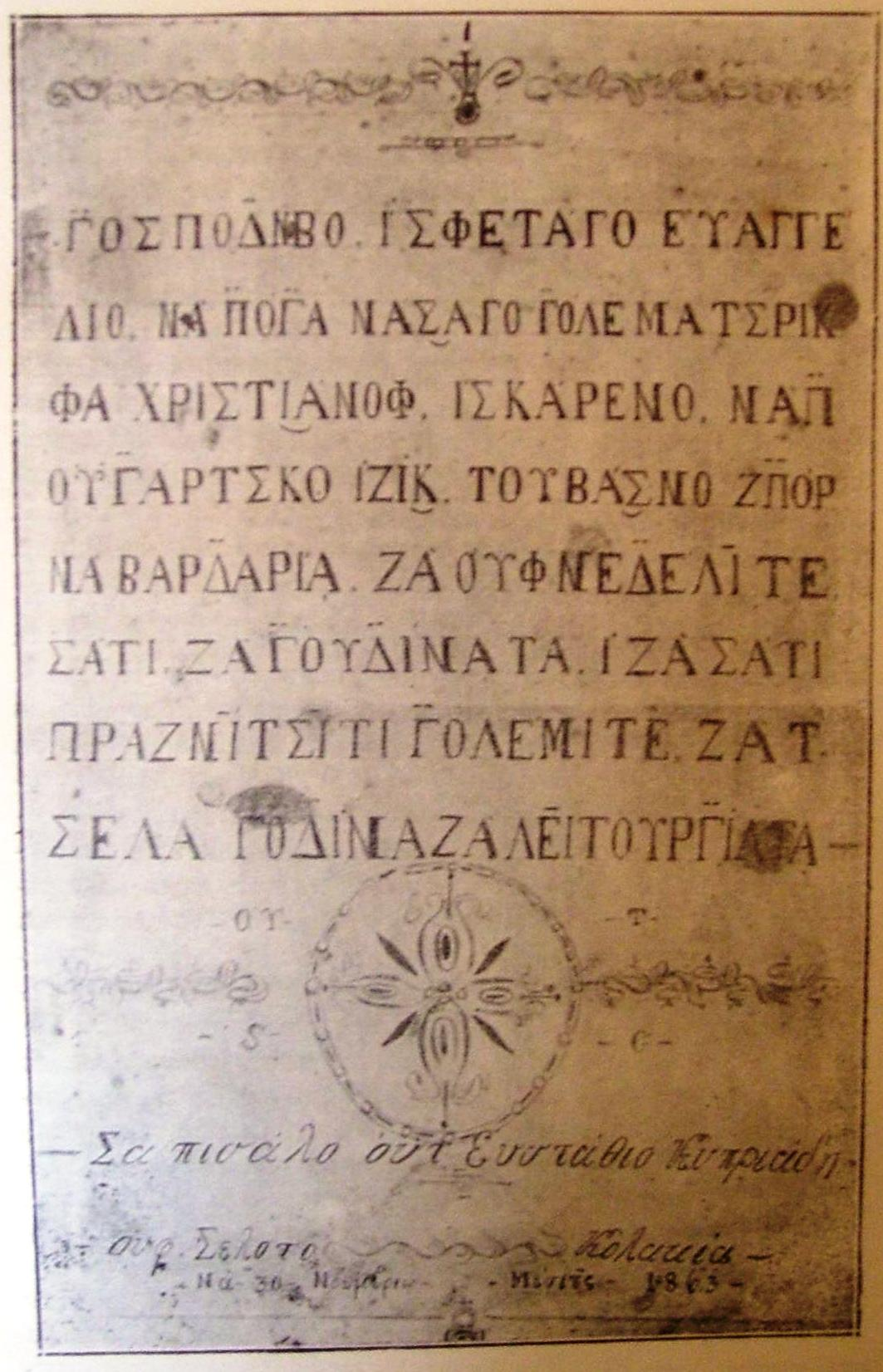
Кулакийское Евангелие,
начало XX века

К XIX веку в Македонии по различиям в особенностях языковой ситуации выделялись две части её территории, северная и южная. На севере в устном общении и при обучении в начальной школе македонские славяне использовали местные диалектные и региональные наддиалектные варианты народно-разговорного языка, функцию языка богослужения выполнял церковнославянский язык. Разговорный язык проникал также в письменность Северной Македонии, например, его элементы отражены в первопечатных книгах церковно-просветительского содержания, созданных монахами Иоакимом Кырчовским и Кириллом Пейчиновичем. На юге, прежде всего, в Эгейской Македонии, местные македонские говоры использовались в основном в бытовом общении и как устный язык культуры — язык фольклора, в котором отмечались некоторые наддиалектные особенности. Языком литургии для южных македонцев был греческий, который считался в Эгейской Македонии языком высокой культуры. Для письма славяне применяли греческий алфавит, он был использован, в частности, при написании Кулакийского Евангелия (на костурских говорах).

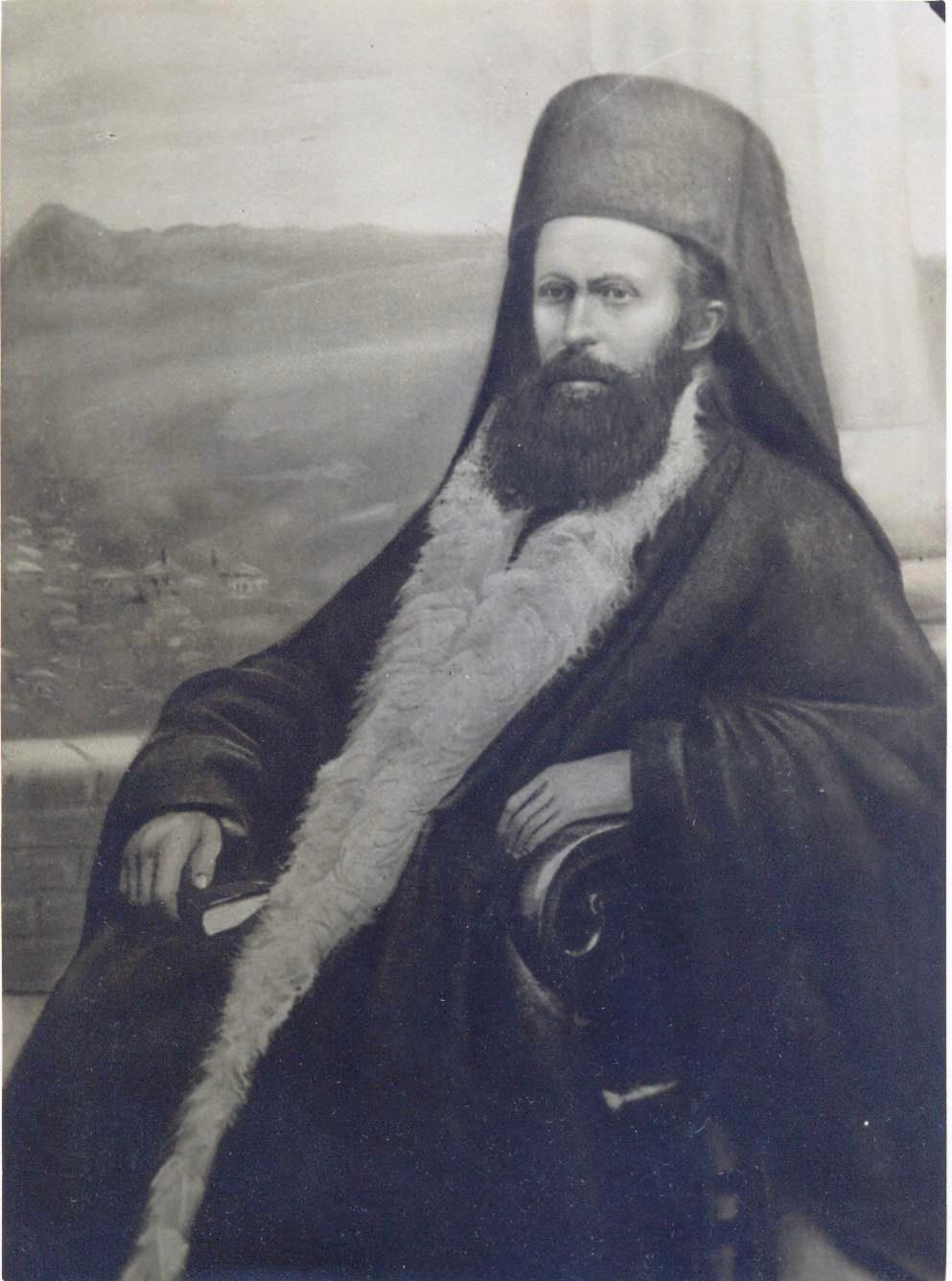
П. Зографский

На протяжении большей части XIX века представители немногочисленной македонской интеллигенции принимали участие в процессах формирования болгарского литературного языка. Македонцы считали в то время, что язык славян Македонии и Болгарии должен быть единым и называться болгарским. В создании болгарской литературной нормы, выражавшемся часто в поэтических опытах по обработке народного языка, македонцы опирались в основном на особенности местных, родных для авторов, македонских говоров. Так, например, македонские диалектные черты использовались в грамматике П. Зографского, на родном западномакедонском стружском говоре писал К. Миладинов. Иногда народный язык дополняли черты церковнославянского или русского языка, отмечавшиеся, например, в произведениях Р. Жинзифова, Г. Прличева и других авторов.
Выбор македонских диалектов в качестве основы болгарской литературной нормы П. Зографский объяснял, в частности, тем, что македонское наречие отвечает критерию наибольшего благозвучия, полноты и богатства, которое должно быть свойственно общему для болгар литературному языку.
Во второй половине XIX века в болгарской письменности стали господствовать восточноболгарские балканские говоры. В понимании этих говоров у болгар периферийных областей, прежде всего, у македонцев, возникали некоторые сложности. Так, в одной из болгарских газет 1862 года издания автор писал, что македонцы «испытывают наибольшее затруднение в понимании нынешнего письменного языка». В конце 1860-х — начале 1870-х годов в Македонии стали отмечаться отдельные попытки литературной обработки македонских говоров, ориентированные на нужды местных школ.
В связи с этим в среде болгарской интеллигенции вновь был поднят вопрос о необходимости синтеза в болгарском литературном языке разных диалектов, что должно было препятствовать появлению периферийных вариантов болгарского языка и разделению болгарского народа. Особенно часто указывалось на то, что к формированию литературной нормы необходимо привлечь черты македонского наречия. Место и роль македонских диалектов в создании болгарского языка активно обсуждались в это время Й. Х. Константиновым, П. Зографским, Р. Жинзифовым, В. Стояновым, Х. Дановым, Г. Раковским, П. Славейковым, К. Шапкаревым и другими деятелями болгарского и македонского национального возрождения. К. Шапкарев, например, отмечал, что «единый общий болгарский письменный язык» должен учитывать особенности двух главных болгарских наречий — верхнеболгарского и македонского, для чего необходимы взаимные уступки со стороны болгар разных областей, в том числе и уступки македонским болгарам. Между тем, идея создания болгарского литературного языка на полидиалектной основе в 1870-х годах была уже бесперспективной, поскольку ещё в 1850-х годах восточноболгарские балканские говоры, как язык центра болгарского возрождения, стали существенно преобладать во многих сферах общественной жизни болгарского народа.

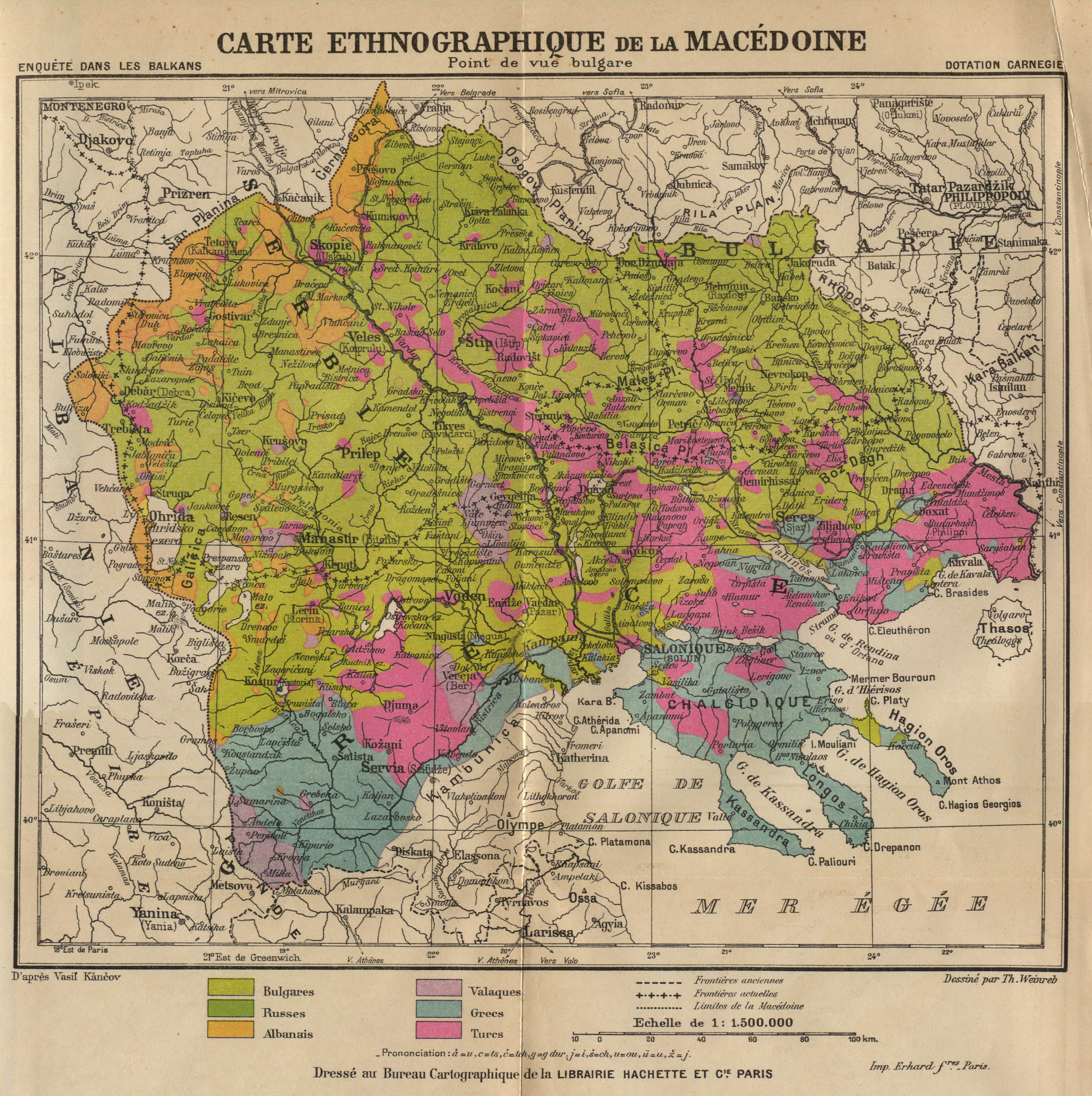
Этнический состав населения области Македония в 1914 году

После того, как македонские диалекты фактически остались за рамками формирования болгарского литературного языка, среди некоторых представителей македонской интеллигенции на рубеже XIX—XX веков стали распространяться идеи о самостоятельности македонского языка, отдельного от болгарского и сербского языков, и необходимости создания собственной литературной нормы на основе родных диалектов. К первым попыткам нормирования македонских диалектов относят составление Георгием Пулевским «Словаря четырёх языков» (македонского, сербского, албанского и турецкого), изданного в 1873 году в Белграде, и создание первой печатной македонской грамматики для школы под названием «Слогница речовска», изданной в 1880 году. Первой квалифицированной попыткой создания литературного языка на родном диалекте стала работа Крсте Мисиркова «О македонских проблемах». Она была написана на языке, в основе которого лежали центральные говоры западномакедонского диалекта. Книгу издали в 1903 году в Софии, но тираж её был уничтожен болгарскими властями, из-за чего работа К. П. Мисиркова оставалась неизвестной вплоть до 1940-х годов. Кроме того, на этом литературном языке в 1905 году в Одессе был подготовлен к печати журнал «Вардар», его изданию помешало отсутствие средств (журнал был найден С. Б. Бернштейном в 1930-е годы). Принципы формирования языковых норм, диалектная база, основы графики и орфографии, предложенные К. П. Мисирковым, во многом были схожи с теми, которые приняли кодификаторы современного македонского языка в 1945 году.
После Первой мировой войны земли, населённые македонскими славянами, были разделены между тремя государствами. Вардарская Македония оказалась в составе королевства Сербов, Хорватов и Словенцев, Эгейская Македония — в составе королевства Греции, Пиринская Македония — в составе царства Болгарии. В этих государствах македонцы рассматривались как часть основного этноса: в Болгарии их считали болгарами, в Югославии — сербами, в Греции — греками-«славянофонами».
В греческой и болгарской частях Македонии македонский язык использовался в основном в бытовом общении. Одним из редких случаев появления печатного издания на македонском в Греции был выпуск в Афинах в 1925 году букваря Abecedar на латинице (по решению Лиги наций в Женеве о необходимости поддержки родных языков национальных меньшинств). Но книга так и не дошла до греко-македонских школ, поскольку после издания практически весь тираж букваря был уничтожен.
В югославской части Македонии (в которой наиболее отчётливо проявились процессы формирования македонской идентичности) до 1940-х годов македонский язык не был признан и считался официально южносербским диалектом. Тем не менее, Македония в границах Югославии после Первой мировой войны фактически стала единственным регионом, в котором тенденции развития македонского литературного языка сохранились (не считая краткого периода 1946—1948 годов, когда македонцы в болгарской части Македонии были признаны как национальное меньшинство, для них открылись македонские школы и стала издаваться литература на македонском). И хотя, македонский язык в Югославии по-прежнему не имел единых норм, сфера его использования во многом выходила за рамки устного общения, чему отчасти способствовало то, что власти Югославии не препятствовали ограниченному развитию «диалектной» македонской письменности.
С 1920-х годов появились драматические произведения Васила Ильёского.
С 1930-х годов появилась проза Ристо Крле и Антона Панова, приобрела популярность македонская поэзия (Кочо Рацин, Венко Марковский, Коле Неделковский и другие), некоторые любительские коллективы стали использовать македонский народный язык для театральных постановок.
В 1941—1945 годах в годы национально-освободительной войны на македонских диалектах и региональных наддиалектных формах в македонских частях Югославской народной армии массово издавались газеты «Нова Македония», «Млад Борец», «Македонка», листовки, воззвания, приказы и другая печатная литература подобного рода для местного населения.
Основой языка художественной литературы и периодики в межвоенный период были в основном центральные западномакедонские говоры.

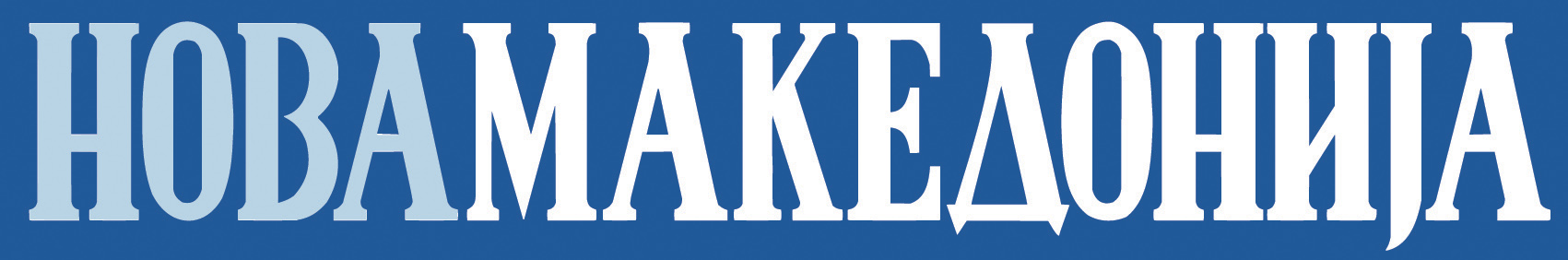
Современное оформление названия газеты «Нова Македония» (основана в 1944 году)

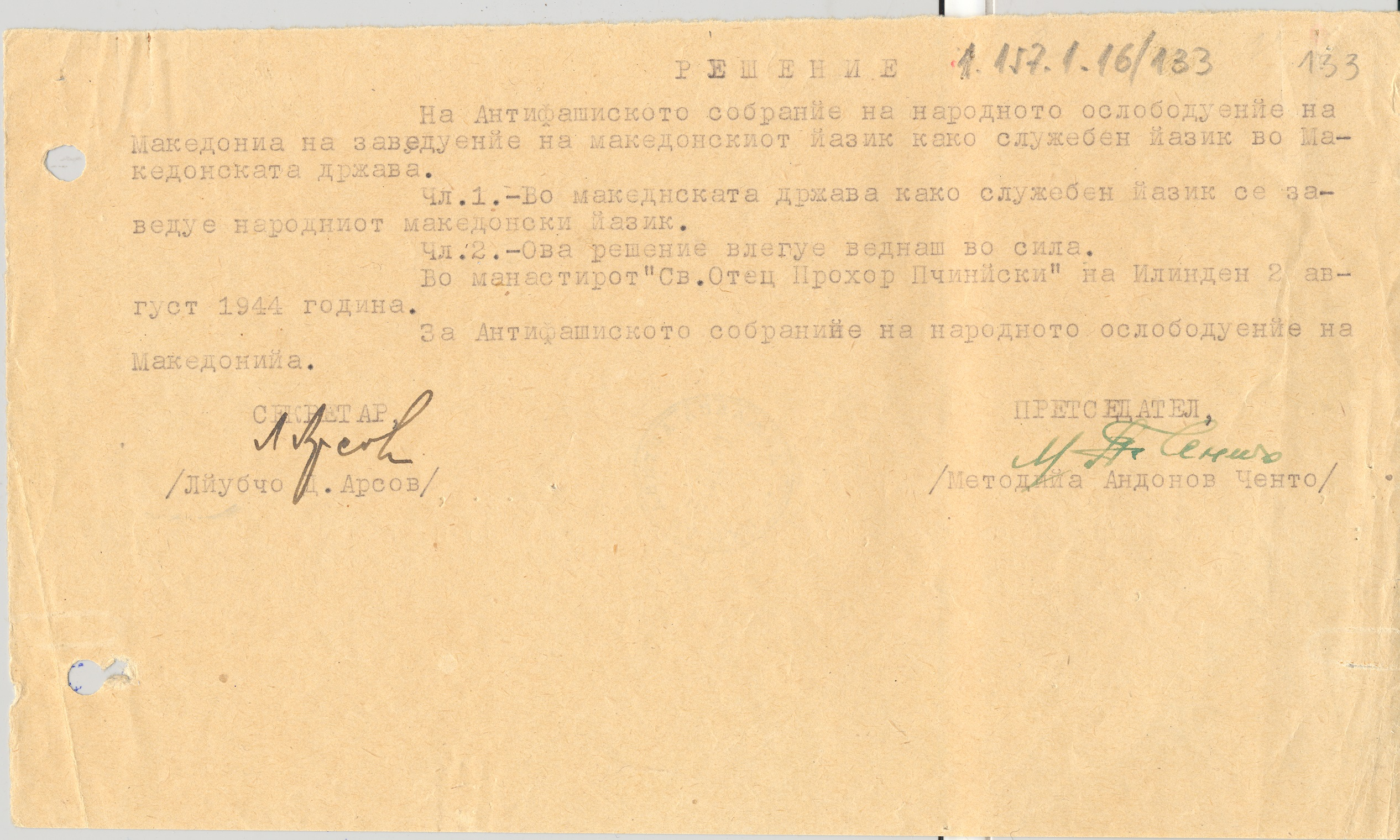
Решение Антифашистского собрания по народному освобождению Македонии от 2 августа 1944 года о признании македонского государственным языком Македонии

### С 1945 года
С 1945 года после образования Народной Республики Македония в составе федеративной Югославии македонский язык был объявлен официальным наряду со сербохорватским и словенским языками. В мае 1945 года вышел правительственный декрет, который официально утвердил кодификацию македонского литературного языка. С этого времени в истории становления и развития македонского как кодифицированного литературного языка, выполняющего официальные функции, выделяют 4 периода.
I период (с 1945 по 1950 годы).
В начальный период своего существования македонский язык не охватывал всех сфер коммуникации, в основном он выполнял функцию письменного языка. Часто в официальном и полуофициальном общении использовались обиходно-разговорное койне, местные говоры или сербохорватский язык, реже — болгарский язык. Постепенному распространению македонского литературного языка способствовало его введение с 1945 года как официального в государственных учреждениях, в школе, в периодической печати, на радио. Изучение норм литературного языка происходило не только в школах, но и в кружках по ликвидации неграмотности. Также литературный язык вводился в обиход благодаря созданию македонских театров, открытию университета в Скопье, публикации македонской прозы в журнале «Нов Ден» и т. п. Для надзора за соблюдением правильности использования норм литературного языка, коррекции ошибок в устной речи и на письме в издательствах, театрах, на радио была введена должность редактора-лектора (литправщика).
В 1945 году был издан первый орфографический кодекс. Он содержал правила графики и общие принципы построения македонского стандартного языка, выработанные в процессе дискуссий в предшествующие годы:
- выбор тех языковых форм центральных говоров западномакедонского диалекта, которые являются известными в говорах других диалектов или приемлемыми для них;
- отражение в литературном языке народной основы; пополнение словаря за счёт всех македонских диалектов, создание новых слов с помощью македонских аффиксов (включение заимствований из других языков только по необходимости);
- фонетический принцип орфографии.

В 1946 году была издана первая грамматика, предназначенная для македонских школ.
II период (с 1950 по 1970 годы).
В 1950 году вышел второй орфографический кодекс. В нём были опубликованы новые правила, принятые в рамках принципов первого кодекса, ликвидирована вариативность некоторых грамматических норм, частично кодифицирована лексика (включён словарь на 6 тысяч слов). Период с 1950 по 1970 годы был связан с охватом широких слоёв населения Македонии образованием, с созданием научных учреждений и общественных организаций по изучению и распространению литературного языка, с изданием многотомных грамматик и словарей, с развитием македонской культуры и литературы. В этот период появилось первое поколение македонцев, обучавшееся только на родном языке. В конце 1960-х годов на вещание на македонском языке перешло телевидение Скопье. Македонский язык проник в македонскую православную церковь, ставшую с 1967 года автокефальной. В 1950-х — 1970-х годах македонский язык стал доминировать в письменной сфере и постепенно начал вытеснять сербохорватский из сфер официального и полуофициального общения. В устном неофициальном общении всё ещё широко распространёнными оставались македонское городское койне и сербохорватский язык (как более престижный язык и как средство общения с жителями других республик Югославии).
III период (с 1970 по 1991 годы).
В 1970 году Институт македонского языка имени Крсте Мисиркова опубликовал третий орфографический кодекс, в котором были учтены стихийное развитие языковых норм в македонском обществе и научные исследования последнего времени в македонистике. В кодексе были более детально рассмотрены ранее кодифицированные правила, введены новые разделы по транскрипции иностранных имён собственных и по пунктуации, новый словарь включал уже 30 тысяч слов. В 1970-х — 1980-х годах сербохорватский язык окончательно был вытеснен в Македонии из официального и полуофициального общения.
VI период (с 1991 года по настоящее время).
С 1991 года македонский язык становится государственным языком ставшей независимой Республики Македония, продолжается процесс стабилизации его орфоэпических и грамматических норм. Македонский язык постепенно оформляется как развитый полифункциональный язык, применимый во всех сферах функционирования для всего населения многонациональной македонской страны.
На развитие норм литературного языка в значительной мере повлияли такие литераторы второй половины XX века и рубежа XX—XXI веков, как Георги Абаджиев, Владо Малеский, Стале Попов, Ацо Шопов, Томе Арсовский, Славко Яневский, Лидия Димковская, Анте Поповский, Живко Чинго и другие.

## История изучения

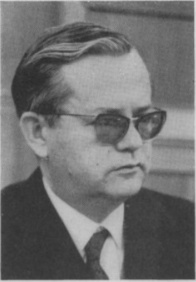
Б. Конеский — автор исследования «История македонского языка»

Одной из первых значительных работ, посвящённых истории македонского языка, является издание «Историја на македонскиот јазик» («История македонского языка») 1965 года Б. Конеского. Ранее он обращался к вопросам истории, в частности, в статье «Два прилога кон историјатa на македонскиот јазик», 1949.
Работы по истории издавались также А. М. Селищевым («Македонские кодики XVI—XVIII веков», 1933), В. А. Мошиным («Македонское Евангелие священника Иоанна», 1954), А. Вайяном (исследование македонского словаря XVI века), В. А. Фридманом («Macedonian Language and Nationalism during the Nineteenth and Early Twentieth Centuries», 1975) и другими славистами.